# Malmgreniella puntotorensis
Malmgreniella puntotorensis är en ringmaskart som beskrevs av Pettibone 1993. Malmgreniella puntotorensis ingår i släktet Malmgreniella och familjen Polynoidae.
Artens utbredningsområde är Mexikanska golfen. Inga underarter finns listade i Catalogue of Life.